# Amygdalus minutiflora
Amygdalus minutiflora là loài thực vật có hoa trong họ Hoa hồng. Loài này được (Engelm. ex A. Gray) W. Wright mô tả khoa học đầu tiên năm 1913.